# Kikuno Ike
Kikuno Ike är en sjö i Antarktis. Den ligger i Östantarktis. Norge gör anspråk på området. Kikuno Ike ligger 4 meter över havet. Arean är 1,1 kvadratkilometer. Den ligger vid sjöarna  Oyako Ike Naga Ike Bosatsu Ike Jizo Ike Kuwai Ike Hotoke Ike Nyorai Ike Hyotan Ike och Misumi Ike. Den sträcker sig 2,1 kilometer i nord-sydlig riktning, och 2,0 kilometer i öst-västlig riktning.
I övrigt finns följande kring Kikuno Ike:
- Insjöar:
  - Bosatsu Ike (en sjö)
  - Hotoke Ike (en sjö)
  - Hyotan Ike (en sjö)
  - Jizo Ike (en sjö)
  - Kuwai Ike (en sjö)
  - Mago Ike (en sjö)
  - Misumi Ike (en sjö)
  - Naga Ike (en sjö)
  - Nyorai Ike (en sjö)
  - Oyako Ike (en sjö)
- Stränder:
  - Kizahasi Hama (en strand)